# 0-2-2-0
Según la notación Whyte para la clasificación de locomotoras de vapor, 0-2-2-0 representa la disposición de las ruedas sin ruedas delanteras, cuatro ruedas motrices motrices pero desacopladas en dos ejes y sin ruedas traseras .  Algunas autoridades colocan corchetes alrededor de las ruedas duplicadas pero desacopladas, creando una notación 0-(2-2)-0. 

## Uso
El único uso registrado del arreglo fue en cuatro locomotoras diseñadas por Patrick Stirling para Glasgow and South Western Railway en 1855.  El diseño no tuvo éxito y las locomotoras fueron retiradas en 1867. El ferrocarril de cremallera Mount Washington tiene 8 0-2-2-0 y solo 2 están en funcionamiento, 3 están almacenados y el resto están en exhibición.